# Felix Villars
Felix Villars (Bienna, 6 de janeiro de 1921 — Belmont (Massachusetts), 27 de abril de 2002) foi um físico suíço.
Foi professor emérito de física do Instituto de Tecnologia de Massachusetts. É conhecido pela regularização de Pauli-Villars, um princípio importante da teoria quântica de campos.

## Vida
Villars prestou serviço ao exército suíço durante a Segunda Guerra Mundial, trabalhando como meteorologista. Em 1945 graduou-se em física e matemática no Instituto Federal de Tecnologia de Zurique. Seu trabalho de conclusão de curso de graduação rendeu-lhe uma medalha de reconhecimento. No ano seguinte obteve o doutorado em física na mesma instituição. De 1946 a 1949, Villars trabalhou como assistente de pesquisa no Instituto Federal Suíço.

## Livros
- Villars, Felix; George B. Benedek (2000). Physics with Illustrative Examples from Medicine and Biology: Mechanics second edition ed. [S.l.]: Springer Verlag

- Villars, Felix; George B. Benedek (2006). Physics with Illustrative Examples from Medicine and Biology: Electricity and Magnetism second edition ed. [S.l.]: Springer Verlag
- Villars, Felix; George B. Benedek (2006). Physics with Illustrative Examples from Medicine and Biology: Statistical Physics second edition ed. [S.l.]: Springer Verlag